# Остерија деј Качатори-Стела (Савона)
Остерија деј Качатори-Стела је насеље у Италији у округу Савона, региону Лигурија.
Према процени из 2011. у насељу је живело 122 становника. Насеље се налази на надморској висини од 230 м.